# Грдина, Джей
Джон Г. «Джей» Грдина  (англ. John G. "Jay" Grdina, род. 11 октября 1967 года, Огайо, США) — американский бизнесмен и порноактёр хорватского происхождения. Часто снимался под сценическим именем Джастин Стерлинг (англ. Justin Sterling).

## Ранняя жизнь
Родился в Огайо в богатой семье скотоводов, иммигрировавшей из Карловаца, Хорватия. Провел часть школьных лет в Нейплской христианской академии (NCH) в Нейплсе, штат Флорида, также учился в Gilmour Academy, подготовительной школе в Гейтс-Миллс, штат Огайо. Учился в Университете Сан-Диего по специальности «бизнес и психология».

## Карьера

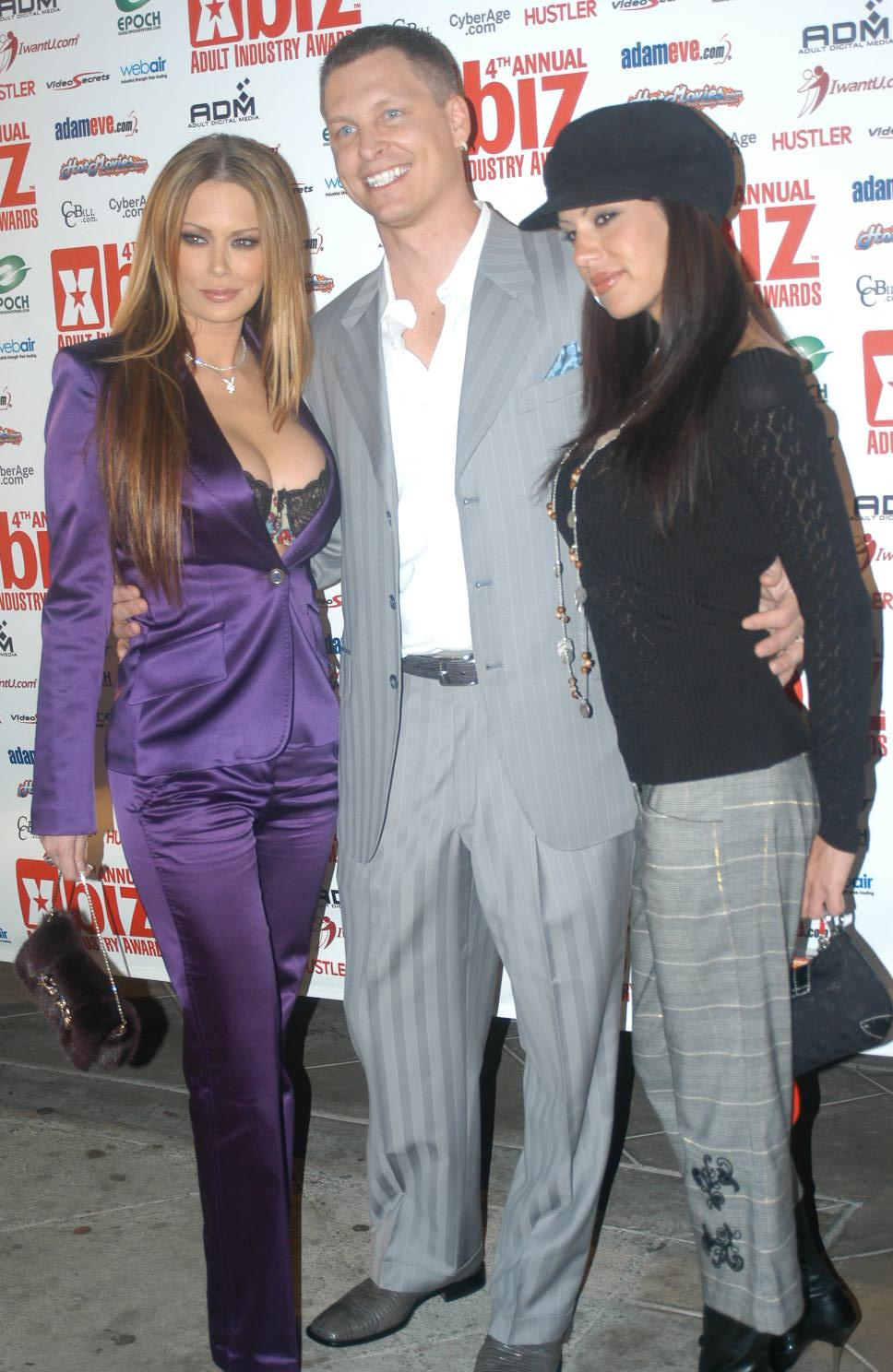
Дженна Джеймсон, Джей Грдина и Маккензи Ли на XBiz Awards, 17 ноября 2005 года

Окончив колледж, Грдина пробовал различные профессии и виды бизнеса, пока в 1992 году не начал инвестировать в фильмы для взрослых режиссёра Майкла Нинна. С 1995 по 1999 год он написал сценарии и снял несколько порнофильмов в стиле Нинна, часто под именем «Майкл Сантанджело, Джастин Файн и Джастин Стерлинг».
В 1998 году Грдина познакомился с Дженной Джеймсон, уже известной порнозвездой на тот момент. Они поженились 22 июня 2003 года, церемония проходила в римско-католическом стиле. Супруги проживали в Скоттсдейле, штат Аризона, в особняке площадью 620 кв. метров в испанском стиле, приобретенном в 2002 году за 2 миллиона долларов. Позже они переехали в Paradise Valley в дом площадью 930 кв. метров за 4,5 миллиона долларов.
В 2000 году Грдина выступил в качестве сооснователя ClubJenna, сначала как порносайта, затем как бизнеса мультимедийных развлечений для взрослых. 22 июня 2006 года Playboy Enterprises объявила о приобретении Club Jenna и связанных с ней компаний в сочетании с соглашениями о личном обслуживании как Джеймсон, так и Грдины.
Грдина выступил продюсером, режиссёром и сценаристом нескольких фильмов Club Jenna, в том числе Briana Loves Jenna, The Masseuse, I Dream of Jenna и Krystal Method. Грдина также снялся в некоторых из этих фильмов как единственный человек, с которым Джеймсон могла бы заниматься сексом на экране.
В 2006 году Грдина был судьей во втором сезоне реалити-шоу на Playboy TV Jenna’s American Sex Star, в котором потенциальные порнозвёзды соревнуются в сексуальных выступлениях за контракт с Club Jenna.
В июне 2010 года Грдина открыл сайт сплетен о знаменитостях Kikster.com. По состоянию на май 2013 года, Kikster.com не существует.
В декабре 2010 года Грдина был назначен СЕО NOHO, напитка от похмелья.
20 июня 2011 года NOHO и Грдина стали объектами статьи CNBC, в которой подробно описывалось создание нового бренда.

## Личная жизнь
В июне 2003 года Грдина женился на Дженне Джеймсон. В декабре 2006 года Джеймсон подала на развод. Грдина живёт в Пэрадайз-Вэлли, Аризона.

## Награды
- 1998 AVN Award – лучшая видеография – Diva, The Series (вместе с Barry Harley)[19]
- 2004 NightMoves Award – лучший режиссёр (выбор поклонников)[20]
- 2005 AFW Award – лучший актёр – The Masseuse[21]
- 2005 AVN Award – лучший актёр (фильм) – The Masseuse[22]
- 2005 AVN Award – лучшая парная секс-сцена (фильм) – The Masseuse (вместе с Дженной Джеймсон)[22]
- 2005 AVN Award – лучший монтаж (видео) – Bella Loves Jenna[22]
- 2007 AVN Award – лучший монтаж (фильм) – Jenna's Provocateur (вместе с Johnny 5)[23]